# Washington County (Georgia)
Das Washington County ist ein County im Bundesstaat Georgia der Vereinigten Staaten. Der Verwaltungssitz (County Seat) ist Sandersville.

## Geographie
Das County liegt im mittleren Nordosten von Georgia, ist etwa 90 km von der Grenze zu South Carolina entfernt und hat eine Fläche von 1773 Quadratkilometern, wovon zehn Quadratkilometer Wasseroberfläche sind, und grenzt im Uhrzeigersinn an folgende Countys: Glascock County, Jefferson County, Johnson County, Wilkinson County, Baldwin County und Hancock County.

## Geschichte
Washington County wurde am 25. Februar 1784 als zehnter County von Georgia und als Original County gebildet. Benannt wurde es nach dem Präsidenten George Washington. Die ersten Siedler waren Veteranen aus dem Revolutionskrieg, die mit einem Stück Land für ihre Dienste bezahlt wurden.

## Demografische Daten
Laut der Volkszählung von 2010 verteilten sich die damaligen 21.187 Einwohner auf 7.547 bewohnte Haushalte, was einen Schnitt von 2,56 Personen pro Haushalt ergibt. Insgesamt bestehen 9.047 Haushalte.
69,8 % der Haushalte waren Familienhaushalte (bestehend aus verheirateten Paaren mit oder ohne Nachkommen bzw. einem Elternteil mit Nachkomme) mit einer durchschnittlichen Größe von 3,10 Personen. In 35,4 % aller Haushalte lebten Kinder unter 18 Jahren sowie in 27,9 % aller Haushalte Personen mit mindestens 65 Jahren.
26,4 % der Bevölkerung waren jünger als 20 Jahre, 24,9 % waren 20 bis 39 Jahre alt, 29,4 % waren 40 bis 59 Jahre alt und 19,2 % waren mindestens 60 Jahre alt. Das mittlere Alter betrug 39 Jahre. 51,0 % der Bevölkerung waren männlich und 49,0 % weiblich.
45,0 % der Bevölkerung bezeichneten sich als Weiße, 52,7 % als Afroamerikaner, 0,1 % als Indianer und 0,5 % als Asian Americans. 0,7 % gaben die Angehörigkeit zu einer anderen Ethnie und 1,0 % zu mehreren Ethnien an. 1,9 % der Bevölkerung bestand aus Hispanics oder Latinos.
Das durchschnittliche Jahreseinkommen pro Haushalt lag bei 37.417 USD, dabei lebten 26,4 % der Bevölkerung unter der Armutsgrenze.

## Orte im Washington County
Orte im Washington County mit Einwohnerzahlen der Volkszählung von 2010:
Cities:
- Davisboro – 2010 Einwohner
- Oconee – 252 Einwohner
- Sandersville (County Seat) – 5912 Einwohner
- Tennille – 1539 Einwohner

Towns:
- Deepstep – 131 Einwohner
- Harrison – 489 Einwohner
- Riddleville – 96 Einwohner